# Magic (Coldplay)
Magic è un singolo del gruppo musicale britannico Coldplay, pubblicato il 3 marzo 2014 come primo estratto dal sesto album in studio Ghost Stories.

## Descrizione
Seconda traccia di Ghost Stories, Magic è un brano elettronico con atmosfere spiccatamente pop. È caratterizzato da un beat costituito da un "rullante smorzato" e da "plettri polverosi".

## Video musicale
Il video, reso disponibile sul canale YouTube ufficiale dei Coldplay il 7 aprile 2014, è stato diretto dal regista svedese Jonas Åkerlund interamente in bianco e nero e ha come protagonisti l'attrice cinese Zhang Ziyi e il frontman del gruppo Chris Martin.

## Tracce
Download digitale, CD promozionale (Regno Unito)
1. Magic – 4:45

CD promozionale (Europa)
1. Magic (Radio Edit) – 4:18

## Formazione
Gruppo
- Chris Martin – voce
- Jonny Buckland – chitarra
- Guy Berryman – basso
- Will Champion – batteria

Altri musicisti
- Paul Epworth – tastiera
- Rik Simpson – tastiera

## Classifiche

### Classifiche settimanali
| Classifica (2014-23)             | Posizione massima |
| -------------------------------- | ----------------- |
| Australia                        | 5                 |
| Austria                          | 21                |
| Belgio (Fiandre)                 | 5                 |
| Belgio (Vallonia)                | 7                 |
| Canada                           | 13                |
| Danimarca                        | 5                 |
| Finlandia                        | 7                 |
| Francia                          | 6                 |
| Germania                         | 14                |
| Giappone                         | 35                |
| Italia                           | 2                 |
| Lussemburgo                      | 2                 |
| Norvegia                         | 12                |
| Nuova Zelanda                    | 10                |
| Paesi Bassi                      | 2                 |
| Portogallo                       | 146               |
| Regno Unito                      | 10                |
| Spagna                           | 3                 |
| Stati Uniti                      | 14                |
| Stati Uniti (adult top 40)       | 30                |
| Stati Uniti (alternative)        | 6                 |
| Stati Uniti (rock & alternative) | 3                 |
| Svezia                           | 21                |
| Svizzera                         | 5                 |

### Classifiche di fine anno
| Classifica (2014) | Posizione |
| ----------------- | --------- |
| Italia            | 14        |